# یحیی مهدوی
یحیی مهدوی (۱۲۸۷ در تهران – ۲۴ تیر ۱۳۷۹ در تهران) استاد فلسفهٔ دانشگاه تهران و از اولین مترجمان آثار فلسفی به زبان فارسی بود.

## زندگی
یحیی مهدوی، فرزند محمدحسین امین‌الضرب و نوهٔ محمدحسن امین‌الضرب در ۱۲۸۷ خورشیدی در تهران به دنیا آمد. تحصیلات مقدماتی را در خانه با معلم‌های متعدد گذراند و قرائت قرآن و متون فارسی و سایر درس‌های ابتدایی و متوسطه را آموخت. سپس وارد دارالفنون شد و دو سال آخر را در یک سال گذراند و در سال ۱۳۰۷ فارغ‌التحصیل شد. استادان او در دارالفنون، بدیع‌الزمان فروزانفر، عباس اقبال آشتیانی، مسعود کیهان و حسین گل‌گلاب، بعدها در دانشگاه تهران همکاران او شدند. یحیی مهدوی تحصیلات خود را در دارالمعلمین عالی ادامه داد و جزو اولین گروه دانشجویانی بود که دورهٔ لیسانس را در آن مؤسسه به پایان رساند. در سال ۱۳۱۰ با بورس دولتی برای ادامهٔ تحصیل به فرانسه رفت، و دورهٔ دکتری فلسفه را تحت نظر آندره لالاند و امیل بریه در سال ۱۳۱۷ به پایان رساند. عنوان رسالهٔ اصلی دکتری او «شناسایی در نزد فلاسفهٔ نخستین اسلام» و رسالهٔ دوم با عنوان «فهرست مصنفات ابن سینا» بود.
یحیی مهدوی در سال ۱۳۱۷ به ایران بازگشت و پس از انجام خدمت نظام، به استخدام دانشکدهٔ ادبیات دانشگاه تهران درآمد. دوران تدریس رسمی او از سال ۱۳۲۰ با سمت دانشیار فلسفه آغاز شد و تا زمان بازنشستگی او در سال ۱۳۵۲ ادامه یافت. از آن سال به‌عنوان استاد ممتاز دانشگاه تهران به تدریس در دورهٔ دکتری فلسفه ادامه می‌داد. دورهٔ دکتری فلسفه به همت او در دانشگاه تهران بنیان نهاده شد. مهدوی به واسطهٔ علاقهٔ مفرطی که به فلسفه و تدریس آن داشت حقوق ماهانهٔ خود را جهت چاپ و انتشار رسالات فلسفی و اعطای جوایز به دانشجویان رشتهٔ فلسفه اهدا کرده بود.

## شاگردان
- رضا داوری اردکانی
- جلال‌الدین مجتبوی
- احمد احمدی
- غلامرضا اعوانی
- نصرالله پورجوادی
- محسن جهانگیری
- غلامعلی حداد عادل

## آثار
- جامعه‌شناسی یا علم‌الاجتماع
- شناخت روش علوم یا فلسفهٔ علمی (ترجمه)
- فهرست نسخه‌های مصنفات ابن سینا
- قصص قرآن مجید، برگرفته از تفسیر ابوبکر عتیق نیشابوری مشهور به سورآبادی
- فلسفهٔ عمومی یا مابعدالطبیعه (ترجمه)، پل فولکیه، یحیی مهدوی (مترجم)، ناشر: دانشگاه تهران
- هستی‌شناسی، پل فولکیه، یحیی مهدوی (مترجم)، تهران: مرکز نشر دانشگاهی، ۱۳۷۸
- نگاهی به پدیدارشناسی و فلسفه‌های هست‌بودن، منتخب نوشته‌های روژه ورنو و ژان وال، یحیی مهدوی (مترجم)، ناشر: خوارزمی
- بحث در مابعدالطبیعه، ژان وال، ترجمه یحیی مهدوی و همکاران، ناشر: خوارزمی
- منادولوژی، لایبنیتز، یحیی مهدوی (مترجم)، ناشر: خوارزمی
- مصنفات افضل‌الدین محمد مرقی کاشانی (تصحیح، با مشارکت مجتبی مینوی)
- شکاکان یونان، یحیی مهدوی، ۱۳۷۶، انتشارات خوارزمی
- رس‍ال‍ه در اص‍ول ع‍ل‍م ان‍س‍ان‍ی و س‍ه گ‍ف‍ت و ش‍ن‍ود، جرج برکلی، منوچهر بزرگمهر (مترجم) و یحیی مهدوی (مقدمه)، تهران: مرکز نشر دانشگاهی
- تاریخ فلسفه قرون وسطی و دوره تجدد، امیل بریه، یحیی مهدوی (مترجم)، ناشر: خوارزمی
- هفتاد مقاله: ارمغان فرهنگی به دکتر غلامحسین صدیقی، ایرج افشار (گردآورنده)، یحیی مهدوی (گردآورنده)، ناشر: اساطیر